# Бертран III де Бо (граф Андрии)
Бертран III де Бо (фр. Bertrand III des Baux, ум. 1351, Неаполь) — граф Андрии и виконт де Миссон с 1308, граф Монтескальозо и Скуиллаче и сеньор де Берр с 1309.

## Биография
Сын Бертрана II де Бо, барона де Трогессана и сеньора де Берр, и Беренгарии де ла Пен.
В 1308 женился на Беатрисе, дочери короля Карла II и вдове маркиза Аццо VIII д'Эсте, которая принесла ему графство Андрию и виконтство Миссон. В январе 1309 в награду за услуги его и его предков Карл II в дополнение пожаловал ему землю Скуиллаче и графство Монтескальозо в Базиликате, а затем добавил привилегию высшей юрисдикции на всех землях, которыми Бертран владел в Сицилийском королевстве как сам, так и от имени жены.
Сенатор Рима и представитель короля в 1323, он был послан в 1326 в Тоскану как его капитан-генерал, чтобы наказать пизанцев, принявших антипапу Николая V. Поначалу он добился значительных успехов, но затем пизанцы обратились за помощью к императору Людвигу Баварскому. Бертран был разбит, но в 1329 вернулся в Тоскану, где захватил и разрушил несколько замков. Посланный в 1330 королём Робертом на помощь папе против Спинолы, сеньора Лукки, он был разбит и взят в плен. Флорентийский капитан-генерал в 1331, он так успешно действовал против пизанцев, что заставил Людвига Баварского отступить в Ломбардию.
В 1335 король Роберт направил его одним из послов к новому папе Бенедикту XII. В 1341 пожаловал ему замок Тиано в земле Бари.
Джованна I назначила его в 1343 великим юстициарием королевства. В 1346 она подарила ему замок Мизон в Провансе.
После убийства Андрея Венгерского в Аверсе (1345) именно Бертрану папа Климент VI поручил найти убийц и судить их. Людовик Венгерский, прибывший в 1348 в Неаполь, чтобы отомстить за смерть брата, приказал обезглавить у себя на глазах перед дворцом, где был убит Андрей, Карла Дураццо, зятя Джованны, женатого на её сестре Марии, и увез пленниками Роберта и Филиппа Тарентских, пробывших в Венгрии до 1352.
Бертран умер в Неаполе в 1351.

## Семья
1-й брак (1308): Беатриса Анжуйская (1295 — ок. 1321), дочь Карла II, короля Неаполя, и Марии Венгерской
- Мария де Бо (ум. 1347), графиня Андрии. Муж (1332): Умберт II, дофин Вьеннский

2-й брак (1324): Маргарита д’Ольне, дочь Вилена II д’Онэ, барона Аркадии, и Жанны де Брюйер
Дети:
- Гильом, сеньор де Берр и де Миссон
- Франсуа I де Бо, граф, затем герцог Андрии
- Изабелла (ум. 1379). Муж: Антонио ди Сансеверино, граф ди Марсико (ум. 1384)
- Екатерина. Муж (1359): Онорато Каэтани, граф Фонди (ум. 1400)
- Бланка. Муж: Жан д'Энгиен, граф Кастро (ум. 1380)